# Macrosolen beccarii
Macrosolen beccarii är en tvåhjärtbladig växtart som beskrevs av Van Tiegh. och Beccari. Macrosolen beccarii ingår i släktet Macrosolen och familjen Loranthaceae. Inga underarter finns listade i Catalogue of Life.